# Coupe du monde de ski alpin 1984-1985
Navigation
Édition précédente Édition suivante
La coupe du monde de ski alpin 1984-1985 commence le 1er décembre 1984 avec le slalom femmes de Courmayeur et se termine le 23 mars 1985 avec le slalom hommes d’Heavenly Valley .
Les hommes disputent 36 épreuves : 10 descentes, 5 super-G, 6 géants, 10 slaloms et 5 combinés.
Les femmes disputent 33 épreuves : 8 descentes, 4 super-G, 7 géants, 10 slaloms et 4 combinés.
Les championnats du monde sont disputés à Bormio du 31 janvier au 10 février 1985.

## Tableau d'honneur
| Catégorie     | Messieurs        | Dames          |
| ------------- | ---------------- | -------------- |
| Général       | Marc Girardelli  | Michela Figini |
| Descente      | Helmut Höflehner | Michela Figini |
| Géant Super G | Marc Girardelli  | Marina Kiehl   |
| Slalom        | Marc Girardelli  | Erika Hess     |
| Combiné       | Andreas Wenzel   | Brigitte Örtli |

## Résumé de la saison
Marc Girardelli remporte sa première coupe du monde de ski à l'issue d'un duel de très haut niveau avec Pirmin Zurbriggen, mais tronqué par la blessure au ménisque du suisse à Kitzbühel.
Le début de saison est très disputé :
- Marc Girardelli s'adjuge les slaloms de Sestrières I et Bad Wiessee, le géant de Sestrières et le super-G de Madonna di Campiglio,
- Pirmin Zurbriggen gagne le super-G de Puy-Saint-Vincent et le slalom de Sestrières II.

L'étape de Kitzbühel est un tournant de la saison.
Pirmin Zurbriggen remporte les 2 descentes (et devient le premier skieur à s'imposer dans toutes les disciplines du ski alpin) et le combiné de Kitzbühel/Puy-Saint-Vincent, mais il se blesse au ménisque lors de la deuxième descente.
L'élan de Pirmin Zurbriggen est brisé au moment où ses rivaux commençaient à se résigner à courir pour la deuxième place.
Pirmin Zurbriggen se fait opérer, est absent durant deux semaines et manque les étapes d'Adelboden, Wengen et Garmisch, puis il effectue un retour triomphal aux championnats du monde de Bormio.
Pendant l'absence de Zurbriggen, Marc Girardelli remporte les slaloms de Kitzbühel et Wengen ainsi que le super-G de Garmisch et prend le large en tête du classement général de la coupe du monde.
Marc Girardelli s'adjuge le globe de cristal grâce à des victoires en slalom à Kranjska Gora en février et en géant à Aspen en mars et également de belles places d'honneur en descente à Aspen (neuvième) et à Panorama (en) (sixième).
Malgré la blessure de Pirmin Zurbriggen, le succès de Marc Girardelli est mérité.
Le luxembourgeois a remporté 11 courses (2 super-G, 2 géants et 7 slaloms) – une performance seulement réalisée par Jean-Claude Killy (12 succès en 1967) et par Ingemar Stenmark (13 succès en 1979 et 11 succès en 1980) – ainsi que les classements du géant et du slalom et a démontré des qualités de descendeur.
Un an après sa médaille d'or en descente aux Jeux Olympiques de Sarajevo, Michela Figini remporte la coupe du monde de ski et le titre de championne du monde de descente. À seulement 19 ans, la Suissesse a déjà tout gagné.
Le début de saison est très disputé et incertain avec 11 vainqueurs différentes lors des 11 premières courses de la saison. Erika Hess ne domine plus et ne gagne que 2 courses, les 2 derniers slaloms de la saison à Park City et Heavenly Valley .
Le talent de Michela Figini éclate en janvier : la tessinoise remporte 7 courses. Michela Figini gagne le géant de Maribor, puis 2 descentes et un combiné à Bad Kleinkirchheim, le super-G de Pfronten et la descente et le géant de Saint-Gervais.
Les skieuses suisses trustent :
- les 4 premières du classement général avec Michela Figini, Brigitte Örtli, Maria Walliser et Erika Hess,
- les 3 globes de cristal : Michela Figini en descente, Erika Hess en slalom et Brigitte Örtli en combiné.

Vreni Schneider signe ses premiers succès en coupe du monde avec les géants de Santa Caterina et Waterville Valley.

## Système de points
Le vainqueur d'une épreuve de coupe du monde se voit attribuer 25 points pour le classement général. Les skieurs classés aux quinze premières places marquent des points.
| Place  | 1er | 2d | 3e | 4e | 5e | 6e | 7e | 8e | 9e | 10e | 11e | 12e | 13e | 14e | 15e |
| ------ | --- | -- | -- | -- | -- | -- | -- | -- | -- | --- | --- | --- | --- | --- | --- |
| Points | 25  | 20 | 15 | 12 | 11 | 10 | 9  | 8  | 7  | 6   | 5   | 4   | 3   | 2   | 1   |

## Classement général
| Rang | Nom               | Points | Victoire(s) | Podium(s) |
| ---- | ----------------- | ------ | ----------- | --------- |
| 1    | Marc Girardelli   | 262    | 11          | 14        |
| 2    | Pirmin Zurbriggen | 244    | 6           | 8         |
| 3    | Andreas Wenzel    | 172    | 3           | 6         |
| 4    | Peter Müller      | 156    | 3           | 6         |
| 5    | Franz Heinzer     | 137    | -           | 5         |
| 6    | Ingemar Stenmark  | 135    | -           | 4         |
| 7    | Thomas Bürgler    | 131    | 2           | 4         |
| 8    | Helmut Höflehner  | 116    | 3           | 5         |
| 9    | Peter Wirnsberger | 111    | 1           | 4         |
| 10   | Bojan Križaj      | 101    | 1           | 2         |
| 10   | Daniel Mahrer     | 101    | 1           | 2         |
| 10   | Markus Wasmeier   | 101    | -           | 1         |
| 13   | Karl Alpiger      | 100    | 1           | 2         |
| 14   | Max Julen         | 97     | -           | 3         |
| 15   | Martin Hangl      | 93     | -           | 3         |
| 16   | Peter Lüscher     | 92     | -           | 3         |
| 16   | Oswald Tötsch     | 92     | -           | 1         |
| 18   | Roberto Erlacher  | 91     | 1           | 2         |
| 19   | Hans Enn          | 80     | 1           | 1         |
| 19   | Paul Frommelt     | 80     | -           | 5         |

| Rang | Nom                    | Points | Victoire(s) | Podium(s) |
| ---- | ---------------------- | ------ | ----------- | --------- |
| 1    | Michela Figini         | 259    | 8           | 12        |
| 2    | Brigitte Örtli         | 218    | 2           | 7         |
| 3    | Maria Walliser         | 197    | 1           | 11        |
| 4    | Marina Kiehl           | 168    | 3           | 8         |
| 4    | Erika Hess             | 168    | 2           | 6         |
| 6    | Olga Charvátová        | 167    | -           | 3         |
| 7    | Elisabeth Kirchler     | 156    | 1           | 2         |
| 8    | Tamara McKinney        | 139    | 2           | 4         |
| 9    | Vreni Schneider        | 112    | 2           | 4         |
| 10   | Blanca Fernandez-Ochoa | 108    | 1           | 2         |
| 11   | Zoe Haas               | 107    | 1           | 3         |
| 12   | Maria Epple            | 106    | 1           | 3         |
| 12   | Perrine Pelen          | 106    | 1           | 3         |
| 14   | Christelle Guignard    | 97     | 2           | 3         |
| 15   | Traudl Hächer          | 89     | 1           | 3         |
| 16   | Eva Twardokens         | 83     | -           | 1         |
| 17   | Laurie Graham          | 73     | 1           | 2         |
| 18   | Michaela Gerg-Leitner  | 70     | -           | -         |
| 19   | Maria-Rosa Quario      | 65     | -           | 3         |
| 20   | Debbie Armstrong       | 62     | -           | -         |

## Classements de chaque discipline
Les noms en gras remportent les titres des disciplines.

### Descente
| Rang | Nom               | Points | Victoire(s) | Podium(s) |
| ---- | ----------------- | ------ | ----------- | --------- |
| 1    | Helmut Höflehner  | 110    | 3           | 5         |
| 2    | Peter Müller      | 105    | 2           | 5         |
| 3    | Peter Wirnsberger | 80     | 1           | 4         |
| 3    | Karl Alpiger      | 80     | 1           | 2         |
| 5    | Pirmin Zurbriggen | 79     | 2           | 2         |
| 6    | Franz Heinzer     | 73     | -           | 2         |
| 7    | Todd Brooker      | 60     | 1           | 2         |
| 8    | Daniel Mahrer     | 59     | -           | 1         |
| 9    | Anton Steiner     | 57     | -           | 1         |
| 10   | Sepp Wildgruber   | 53     | -           | 2         |

| Rang | Nom                 | Points | Victoire(s) | Podium(s) |
| ---- | ------------------- | ------ | ----------- | --------- |
| 1    | Michela Figini      | 115    | 3           | 5         |
| 2    | Maria Walliser      | 81     | 1           | 4         |
| 3    | Brigitte Örtli      | 76     | -           | 3         |
| 4    | Laurie Graham       | 73     | 1           | 2         |
| 5    | Elisabeth Kirchler  | 71     | 1           | 1         |
| 6    | Katharina Gutensohn | 63     | 1           | 2         |
| 7    | Marina Kiehl        | 48     | -           | 1         |
| 8    | Ariane Ehrat        | 45     | -           | 1         |
| 9    | Zoe Haas            | 42     | 1           | 1         |
| 10   | Catherine Quittet   | 33     | -           | 1         |

### Géant / Super G
| Rang | Nom               | Points | Victoire(s) | Podium(s) |
| ---- | ----------------- | ------ | ----------- | --------- |
| 1    | Marc Girardelli   | 120    | 4           | 7         |
| 2    | Pirmin Zurbriggen | 102    | 2           | 4         |
| 3    | Thomas Bürgler    | 90     | 2           | 4         |
| 4    | Roberto Erlacher  | 73     | 1           | 2         |
| 5    | Martin Hangl      | 69     | -           | 3         |
| 6    | Hans Enn          | 67     | 1           | 1         |
| 7    | Richard Pramotton | 57     | -           | 2         |
| 8    | Max Julen         | 56     | -           | 2         |
| 9    | Markus Wasmeier   | 52     | -           | 1         |
| 10   | Ingemar Stenmark  | 49     | -           | 1         |
| 10   | Hubert Strolz     | 49     | -           | 1         |

| Rang | Nom                     | Points | Victoire(s) | Podium(s) |
| ---- | ----------------------- | ------ | ----------- | --------- |
| 1    | Marina Kiehl            | 110    | 3           | 6         |
| 1    | Michela Figini          | 110    | 3           | 5         |
| 3    | Vreni Schneider         | 88     | 2           | 4         |
| 4    | Maria Walliser          | 87     | -           | 4         |
| 5    | Traudl Hächer           | 71     | 1           | 2         |
| 6    | Elisabeth Kirchler      | 65     | -           | 1         |
| 7    | Blanca Fernandez-Ochoa  | 63     | 1           | 2         |
| 8    | Zoe Haas                | 62     | -           | 2         |
| 9    | Diann Roffe-Steinrotter | 57     | 1           | 2         |
| 10   | Eva Twardokens          | 56     | -           | 1         |

### Slalom
| Rang | Nom              | Points | Victoire(s) | Podium(s) |
| ---- | ---------------- | ------ | ----------- | --------- |
| 1    | Marc Girardelli  | 125    | 7           | 7         |
| 2    | Paul Frommelt    | 80     | -           | 5         |
| 3    | Ingemar Stenmark | 78     | -           | 3         |
| 4    | Andreas Wenzel   | 75     | 1           | 2         |
| 5    | Paolo de Chiesa  | 70     | -           | 2         |
| 6    | Bojan Križaj     | 69     | 1           | 2         |
| 7    | Jonas Nilsson    | 67     | -           | 3         |
| 8    | Oswald Tötsch    | 57     | -           | 1         |
| 9    | Ivano Edalini    | 53     | -           | 1         |
| 10   | Klaus Heidegger  | 51     | -           | -         |

| Rang | Nom                    | Points | Victoire(s) | Podium(s) |
| ---- | ---------------------- | ------ | ----------- | --------- |
| 1    | Erika Hess             | 100    | 2           | 5         |
| 2    | Tamara McKinney        | 93     | 2           | 3         |
| 3    | Perrine Pelen          | 89     | 1           | 3         |
| 4    | Maria-Rosa Quario      | 75     | -           | 3         |
| 5    | Maria Epple            | 67     | 1           | 2         |
| 5    | Brigitte Gadient       | 67     | -           | 2         |
| 7    | Christelle Guignard    | 65     | 2           | 3         |
| 8    | Paoletta Magoni-Sforza | 64     | 1           | 2         |
| 9    | Olga Charvátová        | 60     | -           | 1         |
| 10   | Brigitte Örtli         | 58     | -           | 1         |

### Combiné
| Rang | Nom               | Points | Victoire(s) | Podium(s) |
| ---- | ----------------- | ------ | ----------- | --------- |
| 1    | Andreas Wenzel    | 76     | 2           | 3         |
| 2    | Franz Heinzer     | 55     | -           | 1         |
| 3    | Peter Müller      | 52     | 1           | 1         |
| 4    | Peter Lüscher     | 39     | -           | 2         |
| 5    | Markus Wasmeier   | 32     | -           | -         |
| 6    | Peter Wirnsberger | 31     | -           | -         |
| 7    | Gerhard Rambaud   | 27     | -           | 1         |
| 8    | Peter Roth        | 26     | -           | 1         |
| 9    | Michel Vion       | 25     | 1           | 1         |
| 9    | Pirmin Zurbriggen | 25     | 1           | 1         |
| 9    | Thomas Bürgler    | 25     | -           | -         |

| Rang | Nom                    | Points | Victoire(s) | Podium(s) |
| ---- | ---------------------- | ------ | ----------- | --------- |
| 1    | Brigitte Örtli         | 74     | 2           | 2         |
| 2    | Michela Figini         | 60     | 2           | 2         |
| 3    | Maria Walliser         | 50     | -           | 3         |
| 4    | Olga Charvátová        | 47     | -           | 2         |
| 5    | Erika Hess             | 44     | -           | 1         |
| 6    | Elisabeth Kirchler     | 33     | -           | -         |
| 7    | Marina Kiehl           | 27     | -           | 1         |
| 8    | Blanca Fernandez-Ochoa | 18     | -           | -         |
| 9    | Traudl Hächer          | 15     | -           | 1         |
| 9    | Michaela Gerg-Leitner  | 15     | -           | -         |

## Calendrier et résultats

### Messieurs
| Date                                                            | Lieu                          | Épreuve     | Vainqueur                | Second               | Troisième                   |
| --------------------------------------------------------------- | ----------------------------- | ----------- | ------------------------ | -------------------- | --------------------------- |
| 2 décembre 1984                                                 | Sestrière                     | Slalom I    | Marc Girardelli          | Jonas Nilsson        | Paolo de Chiesa             |
| 7 décembre 1984                                                 | Puy-Saint-Vincent             | Super G     | Pirmin Zurbriggen        | Marc Girardelli      | Thomas Bürgler              |
| 8 décembre 1984                                                 | Puy-Saint-Vincent             | Géant       | Roberto Erlacher         | Martin Hangl         | Richard Pramotton           |
| 10 décembre 1984                                                | Sestrière                     | Slalom II   | Pirmin Zurbriggen        | Paolo de Chiesa      | Ivano Edalini               |
| 11 décembre 1984                                                | Sestrière                     | Géant       | Marc Girardelli          | Markus Wasmeier      | Max Julen                   |
| 15 décembre 1984                                                | Val Gardena                   | Descente    | Helmut Höflehner         | Conradin Cathomen    | Peter Wirnsberger           |
| 16 décembre 1984                                                | Madonna                       | Slalom      | Bojan Križaj             | Andreas Wenzel       | Petar Popangelov            |
| 17 décembre 1984                                                | Madonna                       | Super G     | Marc Girardelli          | Pirmin Zurbriggen    | Martin Hangl                |
| 17 décembre 1984                                                | Madonna                       | Combiné     | Andreas Wenzel           | Thomas Stangassinger | Max Julen                   |
| 4 janvier 1985                                                  | Bad Wiessee                   | Slalom      | Marc Girardelli          | Florian Beck         | Ingemar Stenmark            |
| 6 janvier 1985                                                  | La Mongie                     | Slalom      | Andreas Wenzel           | Jonas Nilsson        | Paul Frommelt               |
| 8 janvier 1985                                                  | Schladming                    | Géant       | Thomas Bürgler           | Marc Girardelli      | Martin Hangl                |
| 11 janvier 1985                                                 | Kitzbühel                     | Descente I  | Pirmin Zurbriggen        | Franz Heinzer        | Peter Wirnsberger           |
| 11 janvier 1985                                                 | Kitzbühel I Puy-Saint-Vincent | Combiné     | Pirmin Zurbriggen        | Franz Heinzer        | Andreas Wenzel              |
| 12 janvier 1985                                                 | Kitzbühel                     | Descente II | Pirmin Zurbriggen        | Helmut Höflehner     | Todd Brooker                |
| 13 janvier 1985                                                 | Kitzbühel                     | Slalom      | Marc Girardelli          | Oswald Tötsch        | Bojan Križaj                |
| 13 janvier 1985                                                 | Kitzbühel                     | Combiné     | Andreas Wenzel           | Franz Heinzer        | Gérard Rambaud              |
| 15 janvier 1985                                                 | Adelboden                     | Géant       | Hans Enn                 | Hubert Strolz        | Richard Pramotton           |
| 19 janvier 1985                                                 | Wengen                        | Descente I  | Helmut Höflehner         | Franz Heinzer        | Peter Wirnsberger           |
| 20 janvier 1985                                                 | Wengen                        | Descente II | Peter Wirnsberger        | Peter Lüscher        | Peter Müller                |
| 21 janvier 1985                                                 | Wengen                        | Slalom      | Marc Girardelli          | Ingemar Stenmark     | Paul Frommelt               |
| 21 janvier 1985                                                 | Wengen                        | Combiné     | Michel Vion              | Peter Roth           | Peter Lüscher               |
| 26 janvier 1985                                                 | Garmisch Arlberg-Kandahar     | Descente    | Helmut Höflehner         | Peter Müller         | Anton Steiner               |
| 27 janvier 1985                                                 | Garmisch Arlberg-Kandahar     | Super G     | Marc Girardelli          | Andreas Wenzel       | Hans Stuffer                |
| 27 janvier 1985                                                 | Garmisch Arlberg-Kandahar     | Combiné     | Peter Müller             | Peter Lüscher        | Franz Heinzer               |
| Championnats du monde à Bormio du 31 janvier au 10 février 1985 |                               |             |                          |                      |                             |
| 14 février 1985                                                 | Bad Kleinkirchheim            | Descente    | Karl Alpiger             | Peter Müller         | Stefan Niederseer           |
| 15 février 1985                                                 | Kranjska Gora                 | Géant       | Thomas Bürgler           | Pirmin Zurbriggen    | Marc Girardelli             |
| 16 février 1985                                                 | Kranjska Gora                 | Slalom      | Marc Girardelli          | Ingemar Stenmark     | Paul Frommelt Jonas Nilsson |
| 2 mars 1985                                                     | Furano                        | Descente    | Todd Brooker             | Sepp Wildgruber      | Bruno Kernen                |
| 3 mars 1985                                                     | Furano                        | Super G     | Daniel Mahrer Steven Lee |                      | Brian Stemmle               |
| 9 mars 1985                                                     | Aspen                         | Descente    | Peter Müller             | Karl Alpiger         | Sepp Wildgruber             |
| 10 mars 1985                                                    | Aspen                         | Géant       | Marc Girardelli          | Ingemar Stenmark     | Max Julen                   |
| 16 mars 1985                                                    | Panorama (en)                 | Descente    | Peter Müller             | Daniel Mahrer        | Helmut Höflehner            |
| 17 mars 1985                                                    | Panorama (en)                 | Super G     | Pirmin Zurbriggen        | Roberto Erlacher     | Thomas Bürgler              |
| 20 mars 1985                                                    | Park City                     | Slalom      | Marc Girardelli          | Rok Petrovič         | Paul Frommelt               |
| 23 mars 1985                                                    | Heavenly Valley               | Slalom      | Marc Girardelli          | Paul Frommelt        | Robert Zoller               |

### Dames
| Date                                                            | Lieu                                | Épreuve     | Vainqueur               | Seconde                 | Troisième                |
| --------------------------------------------------------------- | ----------------------------------- | ----------- | ----------------------- | ----------------------- | ------------------------ |
| 1er décembre 1984                                               | Courmayeur                          | Slalom      | Perrine Pelen           | Maria Epple             | Paoletta Magoni-Sforza   |
| 6 décembre 1984                                                 | Puy-Saint-Vincent                   | Descente    | Zoe Haas                | Marina Kiehl            | Irene Epple              |
| 8 décembre 1984                                                 | Davos                               | Super G     | Traudl Haecher-Gavet    | Maria Walliser          | Marina Kiehl             |
| 9 décembre 1984                                                 | Davos                               | Slalom      | Christelle Guignard     | Erika Hess              | Helene Barbier           |
| 9 décembre 1984                                                 | Davos                               | Combiné     | Brigitte Örtli          | Erika Hess              | Traudl Haecher-Gavet     |
| 14 décembre 1984                                                | Madonna                             | Slalom      | Dorota Tlałka-Mogore    | Brigitte Gadient        | Christelle Guignard      |
| 15 décembre 1984                                                | Madonna                             | Géant       | Marina Kiehl            | Maria Walliser          | Zoe Haas                 |
| 17 décembre 1984                                                | Santa Caterina                      | Géant       | Vreni Schneider         | Tamara McKinney         | Maria Epple              |
| 18 décembre 1984                                                | Santa Caterina                      | Descente    | Elisabeth Kirchler      | Veronika Vitzthum       | Katrin Gutensohn         |
| 4 janvier 1985                                                  | Maribor                             | Géant       | Michela Figini          | Vreni Schneider         | Blanca Fernandez-Ochoa   |
| 5 janvier 1985                                                  | Maribor                             | Slalom      | Tamara McKinney         | Olga Charvátová         | Brigitte Gadient         |
| 9 janvier 1985                                                  | Bad Kleinkirchheim                  | Descente I  | Michela Figini          | Brigitte Örtli          | Ariane Ehrat             |
| 9 janvier 1985                                                  | Bad Kleinkirchheim I Santa Caterina | Combiné     | Michela Figini          | Marina Kiehl            | Maria Walliser           |
| 10 janvier 1985                                                 | Bad Kleinkirchheim                  | Descente II | Michela Figini          | Brigitte Örtli          | Maria Walliser           |
| 11 janvier 1985                                                 | Bad Kleinkirchheim                  | Slalom      | Christelle Guignard     | Maria-Rosa Quario       | Erika Hess               |
| 11 janvier 1985                                                 | Bad Kleinkirchheim                  | Combiné     | Brigitte Örtli          | Maria Walliser          | Olga Charvátová          |
| 13 janvier 1985                                                 | Pfronten                            | Super G     | Michela Figini          | Marina Kiehl            | Maria Walliser           |
| 14 janvier 1985                                                 | Pfronten                            | Slalom      | Paoletta Magoni-Sforza  | Brigitte Örtli          | Daniela Zini             |
| 20 janvier 1985                                                 | Saint-Gervais                       | Descente    | Michela Figini          | Catherine Quittet       | Claudine Emonet          |
| 21 janvier 1985                                                 | Saint-Gervais                       | Géant       | Michela Figini          | Elisabeth Kirchler      | Anne-Flore Rey           |
| 25 janvier 1985                                                 | Arosa                               | Slalom      | Maria Epple             | Tamara McKinney         | Erika Hess               |
| 26 janvier 1985                                                 | Arosa                               | Super G     | Marina Kiehl            | Eva Twardokens          | Michela Figini           |
| Championnats du monde à Bormio du 31 janvier au 10 février 1985 |                                     |             |                         |                         |                          |
| 2 mars 1985                                                     | Vail                                | Descente    | Katrin Gutensohn        | Brigitte Örtli          | Maria Walliser           |
| 3 mars 1985                                                     | Vail                                | Géant       | Blanca Fernandez-Ochoa  | Maria Walliser          | Vreni Schneider Zoe Haas |
| 8 mars 1985                                                     | Banff                               | Descente I  | Maria Walliser          | Michela Figini          | Laurie Graham            |
| 8 mars 1985                                                     | Banff I Arosa                       | Combiné     | Michela Figini          | Olga Charvátová         | Maria Walliser           |
| 9 mars 1985                                                     | Banff                               | Descente II | Laurie Graham           | Michela Figini          | Maria Walliser           |
| 10 mars 1985                                                    | Banff                               | Super G     | Marina Kiehl            | Michela Figini          | Brigitte Örtli           |
| 13 mars 1985                                                    | Lake Placid                         | Géant       | Diann Roffe-Steinrotter | Mateja Svet             | Marina Kiehl             |
| 16 mars 1985                                                    | Waterville Valley                   | Slalom      | Tamara McKinney         | Maria-Rosa Quario       | Anni Kronbichler         |
| 17 mars 1985                                                    | Waterville Valley                   | Géant       | Vreni Schneider         | Diann Roffe-Steinrotter | Traudl Haecher-Gavet     |
| 19 mars 1985                                                    | Park City                           | Slalom      | Erika Hess              | Perrine Pelen           | Maria-Rosa Quario        |
| 22 mars 1985                                                    | Heavenly Valley                     | Slalom      | Erika Hess              | Perrine Pelen           | Małgorzata Tlałka-Mogore |

## Coupe des nations
| Rang | Nom                  | Points | Victoire(s) | Podium(s) |
| ---- | -------------------- | ------ | ----------- | --------- |
| 1    | Suisse               | 2589   | 29          | 84        |
| 2    | Autriche             | 1273   | 7           | 21        |
| 3    | Allemagne de l'Ouest | 922    | 5           | 21        |
| 4    | Italie               | 814    | 2           | 14        |
| 5    | France               | 639    | 5           | 14        |
| 6    | États-Unis           | 477    | 3           | 7         |
| 7    | Yougoslavie          | 297    | 1           | 4         |
| 8    | Suède                | 285    | -           | 7         |
| 9    | Liechtenstein        | 270    | 3           | 11        |
| 10   | Luxembourg           | 262    | 11          | 14        |

| Rang | Nom                  | Points | Victoire(s) | Podium(s) |
| ---- | -------------------- | ------ | ----------- | --------- |
| 1    | Suisse               | 1351   | 13          | 38        |
| 2    | Autriche             | 798    | 5           | 15        |
| 3    | Italie               | 622    | 1           | 8         |
| 4    | Allemagne de l'Ouest | 359    | -           | 6         |
| 5    | Luxembourg           | 262    | 11          | 14        |
| 6    | Liechtenstein        | 252    | 3           | 11        |
| 7    | Suède                | 235    | -           | 7         |
| 8    | Yougoslavie          | 227    | 1           | 3         |
| 9    | France               | 162    | 1           | 2         |
| 10   | Canada               | 82     | 1           | 3         |

| Rang | Nom                  | Points | Victoire(s) | Podium(s) |
| ---- | -------------------- | ------ | ----------- | --------- |
| 1    | Suisse               | 1238   | 16          | 46        |
| 2    | Allemagne de l'Ouest | 563    | 5           | 15        |
| 3    | France               | 477    | 4           | 12        |
| 4    | Autriche             | 475    | 2           | 6         |
| 5    | États-Unis           | 410    | 3           | 7         |
| 6    | Italie               | 192    | 1           | 6         |
| 7    | Tchécoslovaquie      | 185    | -           | 3         |
| 8    | Canada               | 167    | 1           | 2         |
| 9    | Espagne              | 108    | 1           | 2         |
| 10   | Yougoslavie          | 70     | -           | 1         |

Classement final